# Stevin-Preis
Der Stevin-Preis (niederländisch Stevinpremie) ist eine Auszeichnung der niederländischen Organisation NWO, benannt zu Ehren des flämischen Universalgelehrten Simon Stevin (1548/49–1620).

## Verfahren und Bedeutung
Jährlich werden ein oder zwei Wissenschaftler oder Wissenschaftsteams ausgezeichnet, die herausragende, für die Gesellschaft nützliche Leistungen in ihrem Arbeitsgebiet erbracht und ihren Arbeitsschwerpunkt in den Niederlanden haben. Er ist mit einem Betrag von 2,5 Millionen € dotiert, den die jeweiligen Ausgezeichneten innerhalb von ungefähr fünf Jahren für ihre Forschungen ausgeben können. Dabei sind sie in der Wahl der Zwecke, in die sie das Geld investieren, weitgehend frei. Sie können zum Beispiel Personal einstellen, Gerätschaften einkaufen oder Literatur erwerben. Außerdem darf das Geld eingesetzt werden, um die Anwendung der Forschungsergebnisse in gesellschaftlich nützlichen Projekten zu unterstützen. Die Prüfung der Mittelverwendung erfolgt durch eine Stelle bei der NWO.
Der Preis ist dem seit 1995 bestehenden Spinoza-Preis gleichgestellt und ähnelt in seinen Ansprüchen, seinem Renommee und seiner Ausgestaltung stark dem in Deutschland bekannteren Gottfried Wilhelm Leibniz-Preis der DFG.
Bis 2017 gab es einen dreistufigen Preis gleichen Namens.

## Ausgezeichnete
- 2018 Marion Koopmans (Virologin, One Health), Beatrice A. de Graaf (Historikerin, innere Sicherheit und Terrorismus/Terrorismusbekämpfung)
- 2019 Andrea Evers (Gesundheitspsychologie, insbes. Placebo- und Nocebo-Effekte), Jack Pronk (industrielle Mikrobiologie der Pilze, insbesondere Hefe)
- 2020 Linda Steg (Umweltpsychologie, insbes. Faktoren, die umweltfreundliches Verhalten stimulieren), Ton Schumacher (Krebsforscher, insbesondere immunologische Therapien)
- 2021 Bart Jacobs (Sicherheitsforschung) und Judi Mesman (Sozialwissenschaften)
- 2022 Tanja van der Lippe (Soziologie, Work-Life-Balance), Bas Bloem (Neurologie, Morbus Parkinson)
- 2023 Bram Nauta (integrierte Schaltkreise), Corien Prins (Rechte in der Informationsgesellschaft)
- 2024 David Abbink (Robotik); Paul 't Hart (Politikwissenschaft)
- 2025 Ilse Aben (Klimaforschung); Ingrid Robeyns (Ökonomie)

Von der Möglichkeit, Teams auszuzeichnen, machten die Preiskommissionen bisher (2025) keinen Gebrauch. 